# Monika Lubonja
Monika Lubonja (ur. 13 kwietnia 1968 w Tiranie) – albańska aktorka.

## Życiorys
W 1992 ukończyła studia na wydziale aktorskim Akademii Sztuk w Tiranie. Dwa lata później podjęła pracę w Teatrze Narodowym (alb. Teatri Kombetar). Na scenie narodowej zadebiutowała rolą prostytutki w dramacie Śmierć Dantona Georga Büchnera.
Na dużym ekranie zadebiutowała w roku 1992, drugoplanową rolą Iny w filmie Pas fasadës. Zagrała w siedmiu filmach fabularnych. W 2021 brała udział w programie telewizyjnym Big Brother Albania VIP 1.
W latach 1990–2010 była żoną wiceministra Genca Pasko, z którym ma córkę Tetę (ur. 1993).

## Role filmowe
- 1992: Pas fasadës jako Ina
- 1994: Dashi pa brire jako Ana
- 1994: Përdhunuesit jako Vjollca
- 1995: Plumbi prej plasteline jako matka-balerina
- 1998: Dasma e Sakos jako Jerina
- 2001: Tirana, viti 0 jako Nedji
- 2010: Tingulli i heshtjes
- 2012: Në kërkim te kujt jako Kizi
- 2021: H.O.T. Human of TIRANA (serial telewizyjny)
- 2024: Hot 2 Human of Tirana